# 김위한
김위한(金渭漢, 1971년 8월 30일 ~ )은 대한민국의 정치인이다. 경상북도의원을 지냈다.

## 학력
- 숭실대학교 정치외교학과 졸업

## 경력
- 열린우리당 경상북도당 안동시 당원협의회 청년위원장
- 민주당 경상북도당 안동시 지역위원회 사무국장
- 2014년 7월~2018년 6월: 제10대 경상북도의회 의원
- 민주당 경상북도당 청년위원장
- 2020년 7월~2024년 6월: 더불어민주당 경상북도당 안동시/예천군 지역위원회 위원장
- 2024년 3월~2024년 7월: 더불어민주당 경상북도당 위원장 직무대행

## 역대 선거 결과
|  | 4.41% |

|  | 11.22% |

|  | 16.44% |

|  | 45.03% |

|  | 17.66% |